# Les Survivants (film, 2016)
Pour les articles homonymes, voir Les Survivants.
Pour plus de détails, voir Fiche technique et Distribution.
Les Survivants est un film dramatique belge de Luc Jabon, sorti en 2016.

## Fiche technique
- Réalisation : Luc Jabon
- Scénario : Luc Jabon et Matthieu Reynaert
- Photographie : Alain Marcoen
- Montage : France Duez
- Décors :
- Costumes : Magdalena Labuz
- Direction artistique : Matthieu Buffler et Audrey Hernu
- Maquillage : Catherine Tilmant et Frédéric Roeser
- Cascades : Olivier Bisback
- Son : Marc Thill
- Supervision musicale :
- Musique :
- Producteurs : Pascal Guerrin, Philippe Logie, Nicolas Steil, Benjamin Stienon
- Société de production : Iris Films et Iris Productions
- Société de distribution : Rezo Films
- Langue :
- Format : couleur
- Durée :
- Budget :
- Pays d'origine :  Belgique
- Box-office :
- Date de sortie : 7 septembre 2016  Belgique

## Distribution
- Fabrizio Rongione : Nicolas
- Hana Sofia Lopes : babysitter
- Kris Cuppens : Eric
- Erika Sainte : Nadia
- Circé Lethem : policière au commissiarat
- Romain Gelin : Alexandre
- Marco Lorenzini : Van Der Meulen
- Christian Crahay : Jean-Claude Verhasselt
- Jérôme Varanfrain : Laurent
- Benoît Verhaert : Roger
- Gabriel Boisante : Marc
- Caty Baccega : Patricia
- Gilles Soeder : policier 1
- Thomas Mustin : Rémy
- Sophie Maréchal : Sophie
- Raoul Schlechter : jeune gardien
- Denis Jousselin : gardien âgé
- Joël Delsaut : John
- Aude-Laurence Clermont Biver : Jennifer
- Philippe Meyrer : Jacky
- Laure Voglaire : Laure
- Fabio Godinho : Eloi
- Brice Montagne : Paolo
- Antoine Plaisant : Patrick
- Marina C. Jaeger : fille au bar
- Stéphanie van Vyve : Françoise
- Elisa Urbain : fille au bar
- Arthur Marbaix : meneur jeune squat 1